# 木樨假卫矛
木樨假卫矛（学名：[Microtropis osmanthoides] 错误：{{Lang}}：文本有斜体标记（帮助））为卫矛科假卫矛属的植物。分布在越南以及中国大陆的广西等地，常生长在山谷密林潮湿处，目前尚未由人工引种栽培。